# Grotte d'Osselle
La grotte d'Osselle est une grotte d'une longueur de 8 kilomètres, située près d'Osselle, à 25 km de Besançon, avec une partie dans le Doubs et une autre dans le Jura en Franche-Comté.

## Historique
Découverte dès le XIIIe siècle, la grotte d'Osselle, qui se visite depuis 1504, est, avec la grotte d'Antiparos en Grèce, la plus ancienne caverne touristique connue.
Durant la Révolution française elle a servi de refuge à des prêtres réfractaires pourchassés et on peut toujours y voir un autel d'argile qui leur suffisait pour lire la messe.

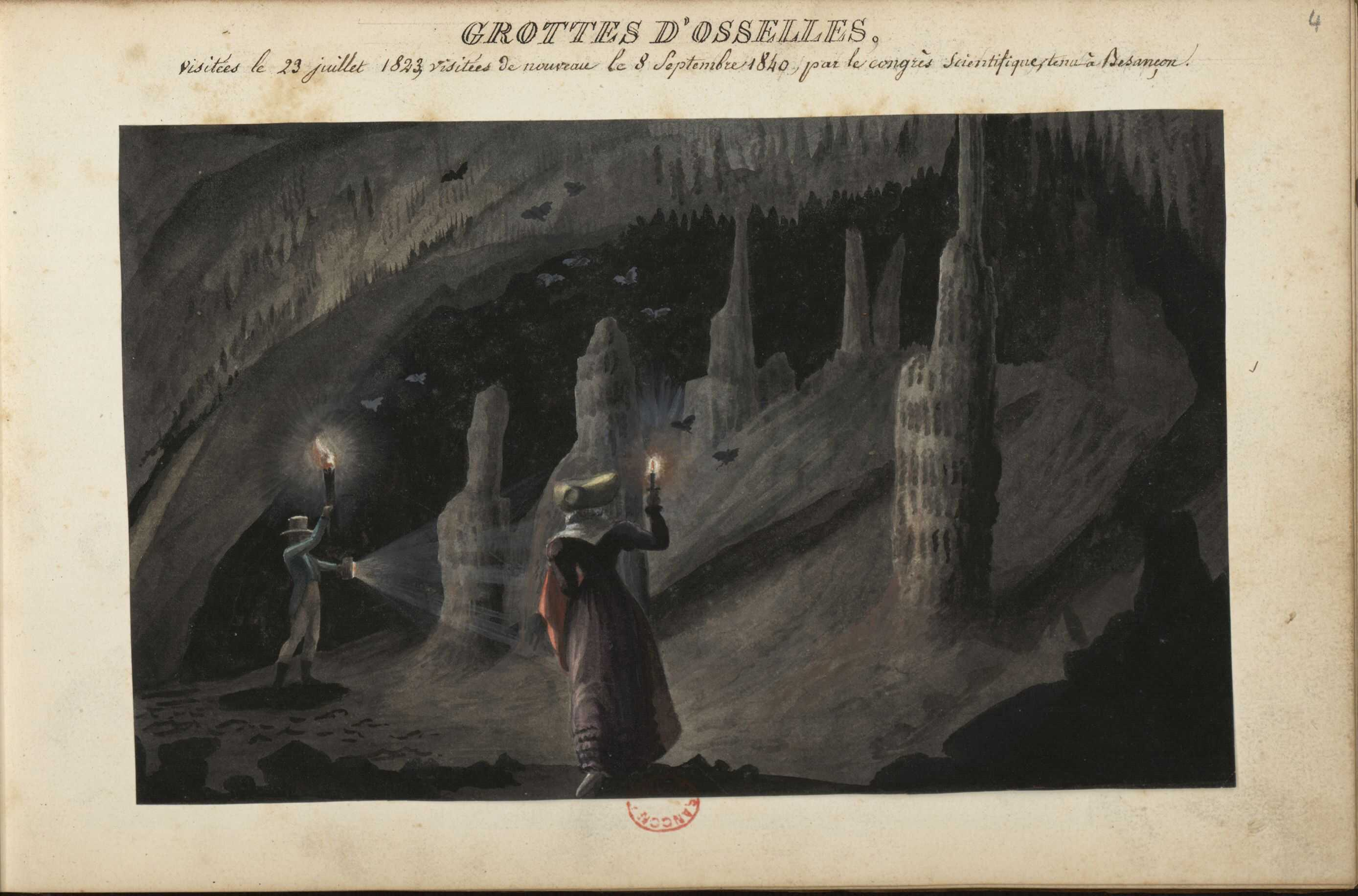
Grottes d'Osselles, Désiré Monnier, vers 1840

L'historien Désiré Monnier, visite à deux reprises la grotte, en 1823 et 1840, dans le cadre de ses recherches au sein du congrès scientifique de Besançon. Il en profite pour la représenter dans l'un de ses carnets de dessins.
Le site de la grotte est un site classé depuis le 2 mai 1912.

## Climat
La température qui y règne est constante et s'élève à 13 °C.

## Spéléothèmes
La majeure partie de ces galeries comporte de nombreuses concrétions calcaires, mais il existe aussi une zone sèche, où le sol moins poreux empêche les infiltrations d'eau et donc la formation des concrétions. On peut alors voir sur les parois les traces laissées par les cailloux qui étaient  projetés contre la roche par la violence du courant, à l'époque où la rivière souterraine creusait la grotte.
Cette partie sèche a servi de lieu de fête au cours du XVIIIe siècle, fêtes auxquelles le philosophe Voltaire aurait participé plusieurs fois.

## Faune
La grotte d'Osselle est également la plus importante nécropole mondiale d'ours des cavernes qui vivaient il y a 50 000 ans : on y a retrouvé entre 2 et 3 000 squelettes. Quelques-uns de ces squelettes sont exposés dans la grotte ; le premier d'entre-eux, découvert par le paléontologue anglais William Buckland en 1826, est exposé au British Museum.
La grotte est aujourd’hui habitée par des pipistrelles, qu'on croise de temps en temps au cours des visites.

## Visite touristique
La visite s'effectue sur des chemins cimentés quasiment plats, traversant une quinzaine de salles. L'intendant militaire Moreau de Beaumont y a même fait construire un pont enjambant une rivière souterraine en 1751.
La longueur des galeries connues dépasse aujourd’hui les 8 km, dont 1 300 mètres sont visitables. En mai 1967, une galerie vierge, d’environ 400 mètres, était découverte après percement de deux tunnels dans la roche.

## Galerie

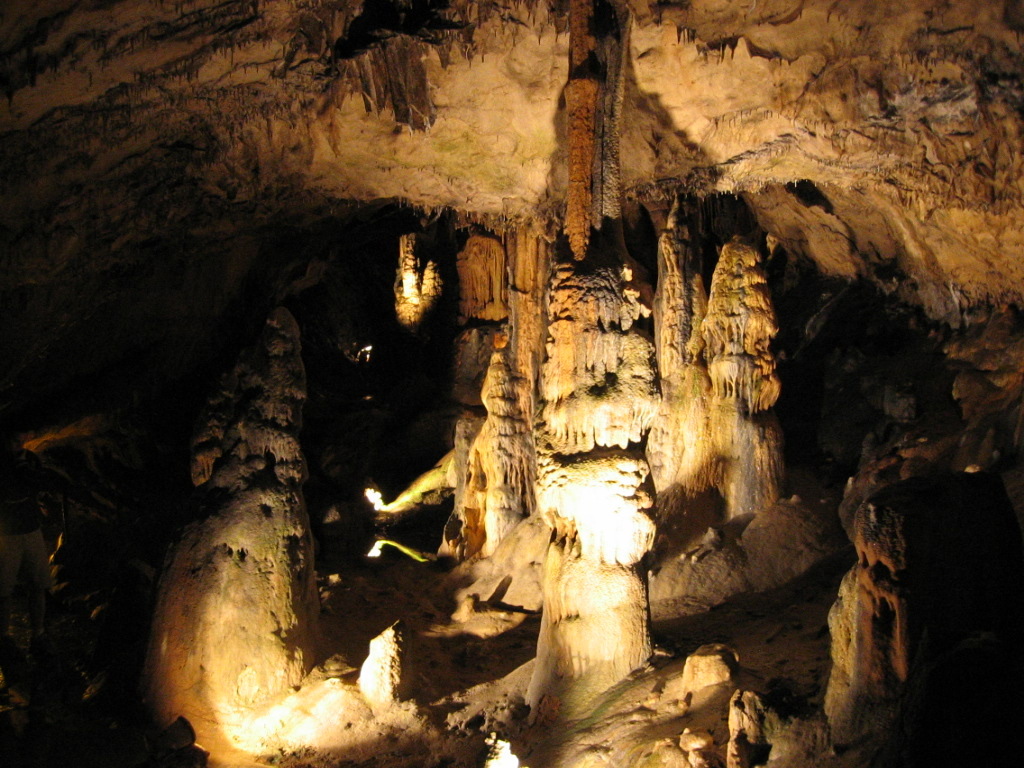
Grotte d'Osselle.
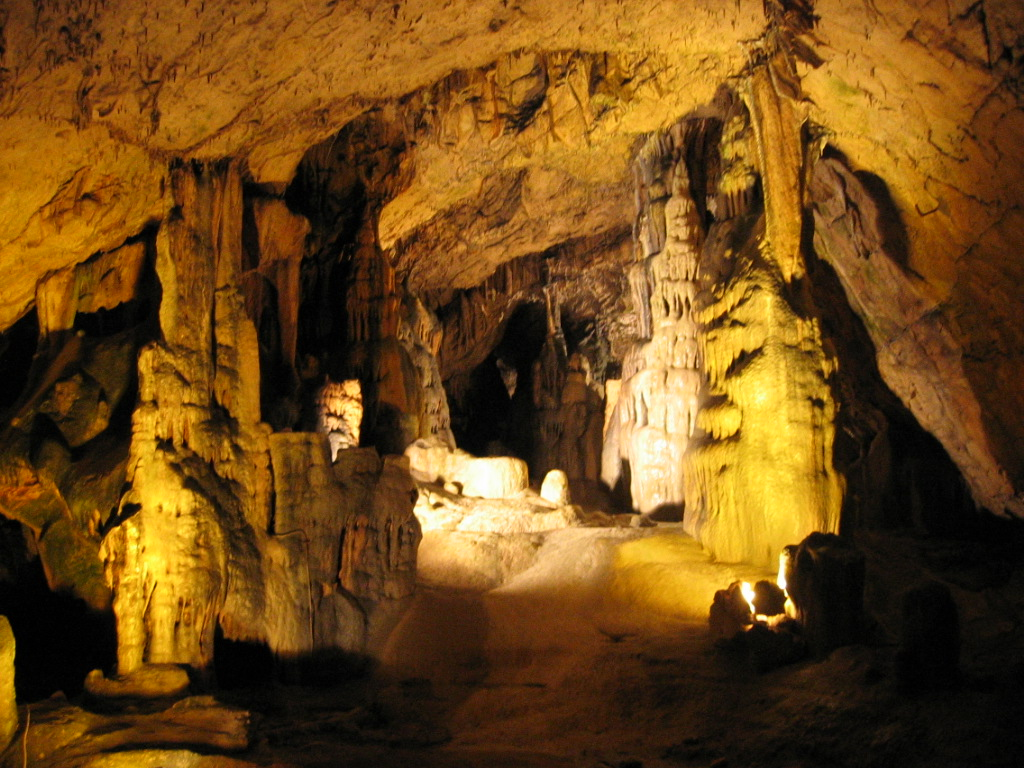
Grotte d'Osselle.
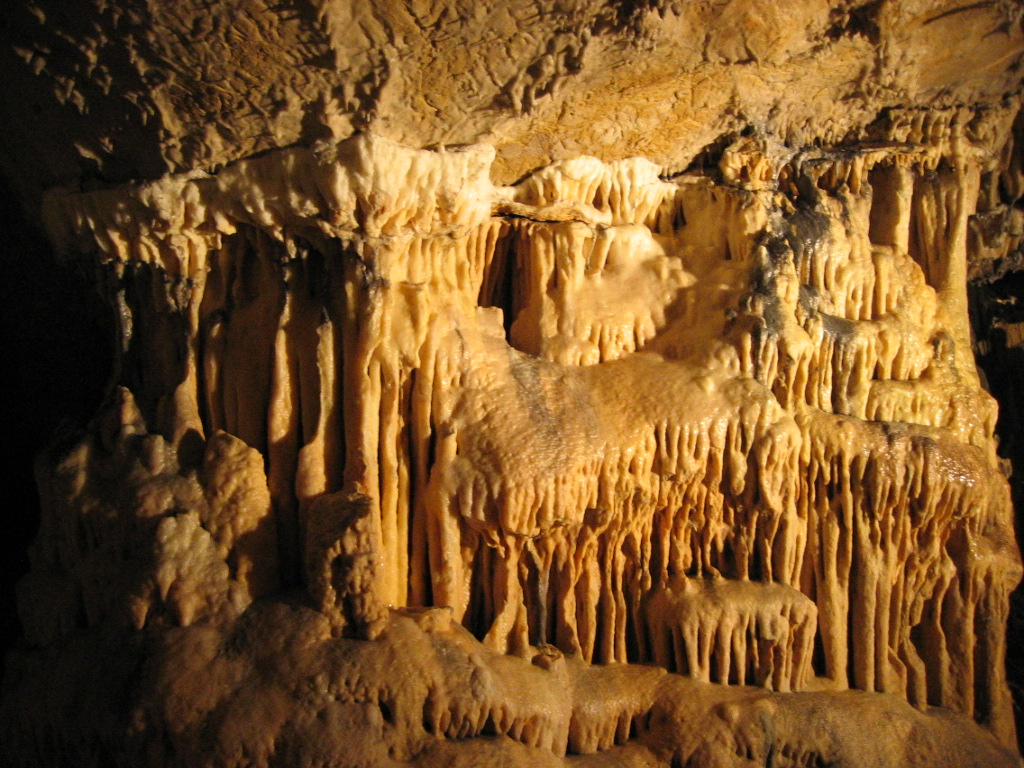
Grotte d'Osselle.
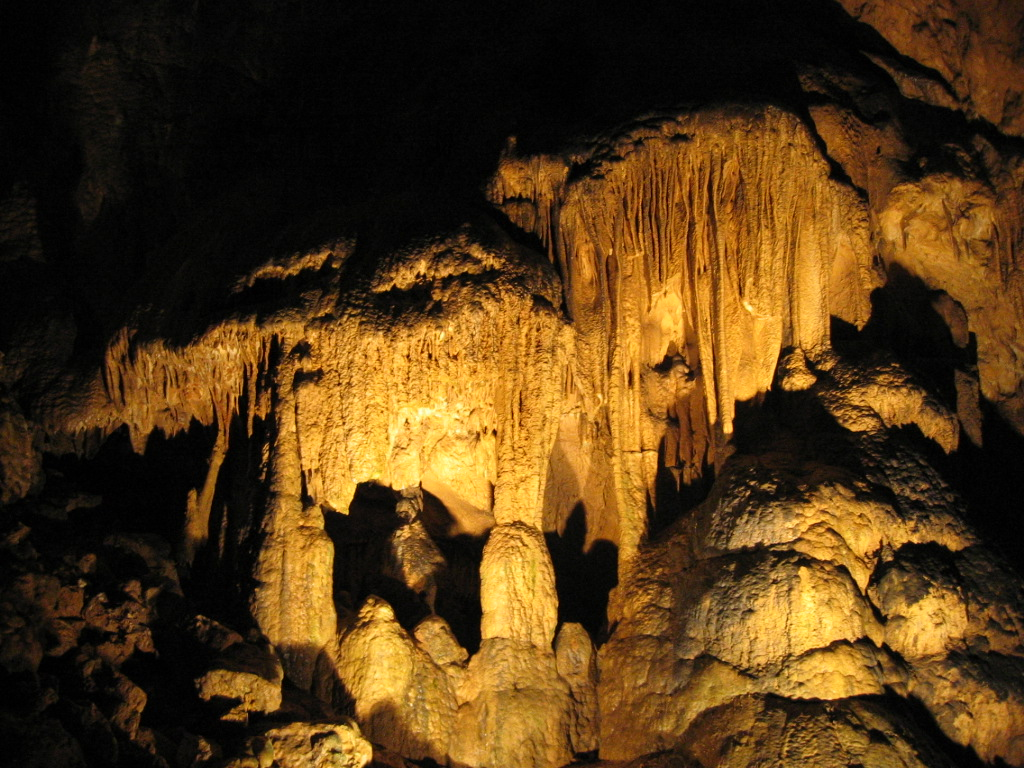
Grotte d'Osselle.
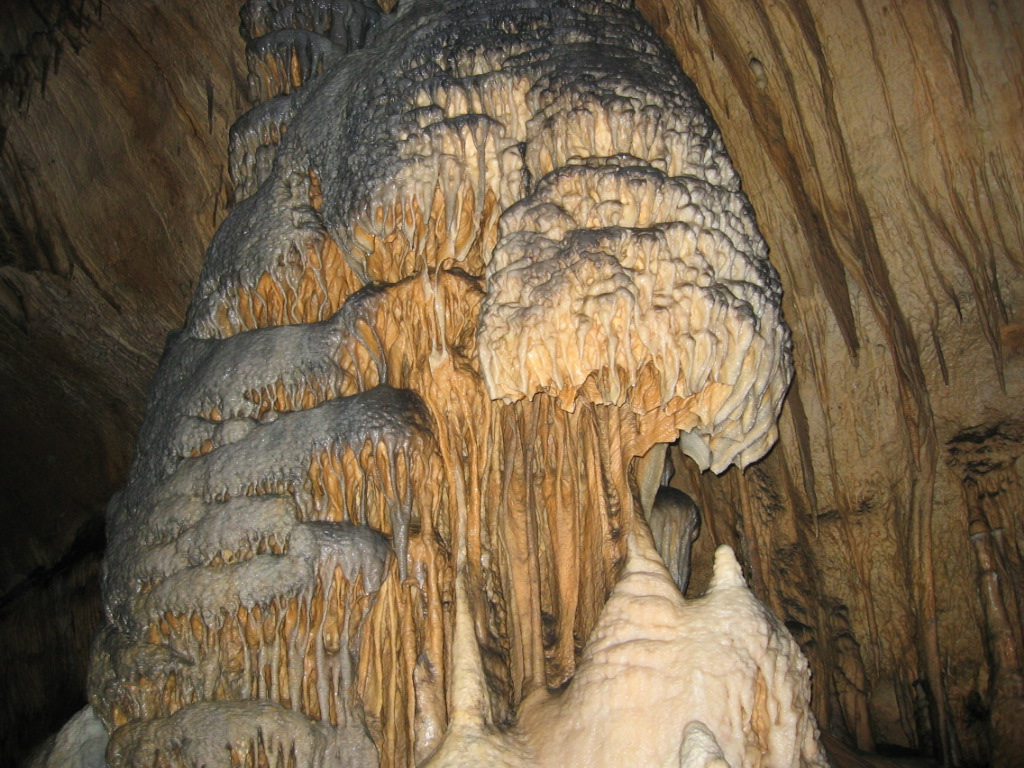
Grotte d'Osselle.